# Gmina Colony (hrabstwo Delaware)

Położenie Gminy Colony w hrabstwie Delaware

Gmina Colony (ang. Colony Township) – gmina w USA, w stanie Iowa, w hrabstwie Delaware. Według danych z 2000 roku gmina miała 863 mieszkańców, a jej powierzchnia wynosi 94 km².